# Lone Pine (ajedrez)
El Torneo Internacional Lone Pine fue una serie de torneos de ajedrez disputado anualmente entre marzo y abril desde 1971 a 1981 en Lone Pine (California). Patrocinado por Louis D. Statham (1908–1983), ingeniero millonario e inventor de instrumentos médicos, el torneo fue llamado formalmente Louis D. Statham Masters. Los eventos fueron siete torneos a 11 rondas por Sistema suizo, cuyos requisitos de participación le hicieron el más fuerte entre los torneos suizos en Estados Unidos en los años 1980. El ex-Campeón de EE. UU. y Gran Maestro Isaac Kashdan fue el director del torneo.

## Vencedores
| Año  | Tableros | Elo Medio | REsultado | Vencedor/es |
| ---- | -------- | --------- | --------- | --- |
| 1971 | 33       | 2190      | 6.0/7     | Larry Evans (Estados Unidos)                                                                                         |
| 1972 | 35       | 2262      | 6.0/7     | Svetozar Gligorić (Yugoslavia)                                                                                       |
| 1973 | 48       | 2322      | 6.0/7     | Arthur Bisguier (Estados Unidos)                                                                                     |
| 1974 | 53       | 2310      | 6.0/7     | Walter Browne (Estados Unidos)                                                                                       |
| 1975 | 44       | 2428      | 6.5/10    | Vladimir Liberzon (Israel)                                                                                           |
| 1976 | 57       | 2371      | 5.5/7     | Tigran Petrosian (URSS)                                                                                              |
| 1977 | 48       | 2410      | 6.5/9     | Yuri Balashov(URSS) Dragutin Sahovic (Yugoslavia) Oscar Panno (Argentina) Nona Gaprindashvili (URSS)                 |
| 1978 | 68       | 2431      | 7.5/9     | Bent Larsen (Dinamarca)                                                                                              |
| 1979 | 73       | 2444      | 6.5/9     | Svetozar Gligorić (Yugoslavia) Florin Gheorghiu (Rumanía) Vladimir Liberzon (Israel) Vlastimil Hort (Checoslovaquia) |
| 1980 | 43       | 2487      | 7.0/9     | Roman Dzindzichashvili (Israel)                                                                                      |
| 1981 | 61       |           | 7.0/9     | Víktor Korchnói (Suiza)                                                                                              |

## Torneos

### 14-20 de marzo de 1971
El primer torneo Louis D. Statham fue abierto a todos los Maestros de la Federación de Ajedrez de EE. UU. (con más de 2200 puntos) y Expertos (con 2000–2199 puntos). Los 33 tableros tenían una media de ELO de 2190.
El Gran Maestro Larry Evans (Estados Unidos) ganó el primer premio de $1000 en un torneo a siete rondas con 6 puntos. La segunda plaza fue un empate a cuatro entre Svetozar Gligorić (Yugoslavia), James Tarjan (Estados Unidos), William Martz (Estados Unidos) y Walter Browne (USA) con 5 puntos cada uno.

### 12–18 de marzo de 1972
El segundo año, los requisitos de participación fueron incremeentados ligeramente. El título de experto era un requisito sólo para juveniles (sub-21), los adultos necesitaban ser maestros. Los 35 tableros tenían un ELO medio de 2262.
El Gran Maestro Svetozar Gligorić (Yugoslavia) ganó el primer premio de $2000 en un torneo a siete rondas con 6 puntos. La segunda plaza fue un empate a cuatro entre los estadounidenses James Tarjan, Anthony Saidy (USA), Andrew Karklins y Paul Brandts, cada uno con 5 puntos.

### 18–24 de marzo de 1973
El tercer año, se permitió la inscripción a los maestros y a cualquier juvenil con más de 2100 puntos. El número de jugadores creció hasta 48, con un ELO medio de 2322.
El Gran Maestro Arthur Bisguier (Estados Unidos) ganó con 6/7. La 2ª-3ª plaza con 5.5/7 fue para Walter Browne (Estados Unidos) y para László Szabó (Hungría). Después con 5–2 se clasificaron Edward Formanek (Estados Unidos), John Grefe (Estados Unidos) y Tony Miles (Inglaterra).

### 24–30 de marzo de 1974
En el cuarto torneo, se incrementaron los requisitos. Los expertos fueron excluidos (aunque fueran juveniles) y los maestros necesitaban tener un ELO de 2250 o más, o el título de Maestro Internacional o el de Gran Maestro Internacional de la FIDE. A pesar de que los requisitos de entrada fueron mayores, el número de jugadores creció hasta 53, con una media de ELO de 2310.
El Gran Maestro Walter Browne (Estados Unidos/Australia) ganó con 6/7, por primera vez el número uno en el orden de fuerza (2612) obtuvo la victoria. Empatados por la segunda plaza con 5.5 puntos quedaron Pal Benko y John Grefe y con 5 puntos Larry Evans, Julio Kaplan, Kim Commons y Andrew Karklins (toros estadounidenses). 

### 13–24 de abril de 1975
En 1975 los requisitos de inscripción fueron incrementados. Los participantes tenía que ser Maestro Internacional, Gran Maestro Internacional o tener un ELO de 2350 o superior (2250 para juveniles). El número de jugadores se redujo ligeramente a 44, pero incluía a 22 GMs y la media de ELO se incrementó a 2428. 
El torneo fue alargado a diez rondas, lo que le permitió ser valedero para la clasificación de la FIDE (los anteriores sólo fueron valederos para la clasificación de EE. UU.). Esto hizo que por primera vez el torneo fuera valedero para obtener títulos y normas de la FIDE. Para tener más oportunidades de títulos y normas para los participantes, se flexibilizaron los emparejamientos del sistema suizo de las últimas rondas. Estos ajustes llevaron a algunas controversias y se reclamó el emparejamiento de la última ronda. Norman Weinstein (Estados Unidos) consiguió una norma de GM y Kim Commons (Estados Unidos) y Alla Kushnir (Israel) consiguieron normas de MI.
Kushnir fue la primera mujer en competir en Lone Pine y derrotó a Larry Evans en la primera ronda. Vladimir Liberzon de Israel ganó el primer premio de $4.000 con 7.5/10. Larry Evans (Estados Unidos) fue segundo 7/9, y hubo un empate a seis con 6.5/10 para las posiciones 3ª-8ª entre Walter Browne (Estados Unidos), Florin Gheorghui (Rumanía), Raymond Weinstein (Estados Unidos), Oscar Panno (Argentina), Miguel Quinteros (Argentina) y Svetozar Gligorić (Yugoslavia).

### 7–13 de marzo de 1976
En 1976 los requisitos de inscripción se relajaron un poco, necesitando una puntuación de más de 2300 para maestros adultos. El número de participantes se incrementó a 57, incluyendo 11 GMs y 10 IMs, pero el ELO medio cayó hasta 2371. El evento volvió al formato de siete rondas y como resultado esperado sólo era valedero para la clasificación de la Federación de EE. UU. ya que no cumplía los requisitos de la FIDE para torneos por sistema suizo. En una decisión controvertida, la FIDE hizo una excepción para que el torneo fuera valedero para la clasificación de todas formas. Los siguientes torneos de Lone Pine serían a nueve rondas para cumplir los requisitos de la FIDE.
El ex-Campeón del mundo de ajedrez Tigran Petrosian (URSS) ganó el primer premio de $8000, con 5.5/7, la puntuación a siete rondas más baja en la historia de Lone. La segunda plaza con 5/7 fue compartida por Larry Christiansen (Estados Unidos), Vassily Smyslov (URSS), Oscar Panno (Argentina)), Miguel Najdorf (Argentina)), Miguel Quinteros (Argentina)), Tony Miles (Inglaterra), Ken Rogoff (Estados Unidos), Gyozo Forintos (Hungría) y Walter Browne (Estados Unidos).
No se obtuvieron normas de la FIDE en este torneo debido a su longitud de siete rondas.

### 20–30 de marzo de 1977
El incremento en el número de participantes de 1976 requirió que los requisitos de participación fueran incrementados en 1977, así que se volvió a los requisitos de 1975. El número de participantes fue de 48 con un ELO medio de 2410.
Por primera vez, no hubo un claro ganador y también por primera vez, una mujer compartió la primera plaza. Yuri Balashov (URSS), Oscar Panno (Argentina), Dragutin Sahović (Yugoslavia) y Nona Gaprindashvili (URSS) empataron por la primera plaza con 6.5–2.5. La segunda plaza con 6/9 fue compartida por William Lombardy y Larry Christiansen (ambos estadounidenses). Gaprindashvili, la Campeona del Mundo Femenina, consiguió una norma de Gran Maestro Internacional y sería la primera mujer en obtener dicho título. Además de Gaprindashvili, Dragutin Sahović también consiguió una norma de GM. Jack Peters, Roy Ervin y Ken Regan (todos estadounidenses) consiguieron normas de IM.

### 1–12 de abril de 1978
El torneo de 1978 mantuvo los mismos criterios y formato que en 1977. El número de participantes fue un récord de 68 jugadores, con un gran número de participantes internacionales y un ELO medio de 2431. 
El Gran Maestro Bent Larsen (Dinamarca) ganó con 7.5–1.5, el mejor resultado en la historia de Lone Pine. El mayor número de participantes internacionales incrementó el número de oportunidades de norma y se consiguieron el récord de 11 normas en un torneo suizo. Las normas de GM fueron conseguidas por Jack Peters (Estados Unidos), Vitaly Zaltsman (Estados Unidos), Ken Rogoff (Estados Unidos) y Peter Biyiasas (Canadá). Las normas de MI fueron conseguidas por Yasser Seirawan (Estados Unidos), Tim Taylor (Estados Unidos), Jaime Sunyé (Brasil), Jon Speelman (Inglaterra), Haukua Angantysson (Islandia), Margeir Petursson (Islandia) y Helgi Olafsson (Islandia).

### 25 de marzo–4 de abril de 1979
Los requisitos fueron incrementados en 1979, necesitando el título de MI o GM, el de maestro (2400+) o juveniles con más de 2300 puntos. El número de participantes creció hasta un nuevo récord de 73 incluyendo jugadores de 18 países y 27 GMs y 22 IMs. El ELO medio fue de 2444.
Hubo un empate por la victoria, Svetozar Gligorić y Vladimir Liberzon fueron los primeros en repetir victoria, junto a Vlastimil Hort (Checoslovaquia) y Florin Gheorghui (Rumanía) con 6.5/9.
El recientemente creado título de Maestro FIDE (MF) estuvo disponible por primera vez. Yasser Seirawan (Estados Unidos) consiguió una norma de GM, Walter Morris (Estados Unidos), Jack Peters (Estados Unidos), Joe Bradford (Estados Unidos), Nick de Firmian (Estados Unidos) y Paul van der Sterren (Holanda), consiguieron normas de MI y Doug Root (Estados Unidos) y David Strauss (Estados Unidos) consiguieron normas de MF.

### 16–26 de marzo de 1980
En 1980, el título de Maestro Internacional no era suficiente para participar. Los criterios de participación fueron incrementados a Grades Maestros, los adultos clasificados con más de 2450 y los juveniles con más de 2350. El ELO medio de los 43 participantes saltó a 2487.
Roman Dzindzichashvili (Israel) ganó con 7/9. Dzindzichashvili había emigrado desde Israel a Estados Unidos el año anterior y posteriormente se convertiría en ciudadano de EE. UU. Michael Wilder, Jay Whitehead, Doug Root y Ron Henley (todos de Estados Unidos) consiguieron normas de MI, Joel Benjamin (Estados Unidos) consiguió una norma de MF.

### 29 de marzo–8 de abril de 1981
El último Torneo Lone Pine se disputó en 1981. El Gran Maestro ganó el torneo de 61 participantes con 7/9 para ganar el primer premio de $15,000. Tres GMs empataron en la segunda plaza: Yasser Seirawan (Estados Unidos), Gennadi Sosonko (Holanda) y Svetozar Gligorić (Yugoslavia). El torneo incluyó a dos grandes maestros soviéticos Artur Yusúpov y Oleg Romanishin, disputando el primer torneo después de las Olimpiadas después de la desertación de Korchnoi en 1976 en el que un jugador de la URSS compitió con él.